# Nassarius vangemerti
Nassarius vangemerti is een slakkensoort uit de familie van de Nassariidae. De wetenschappelijke naam van de soort werd in 2010 voor het eerst geldig gepubliceerd door Robert Moolenbeek.